# The Wailer
The Wailer (en español "La Llorona") es una película de terror psicológico de 2006 dirigida por Andres Navía. Trata acerca de la historia de la llorona. Este filme ha tenido otras adaptaciones su secuela: The Wailer 2 (2007) y su precuela: The Wailer 3 (2012). La película esta ambientada en México, donde continúa después su secuela.

## Sinopsis
Todo empieza cuando una mujer asesina a sus dos hijos en un pequeño río, lo cual despierta la ira de su esposo, quien la rechaza y le dice que está loca mientras tiene un cuchillo en su mano. Ambos se enfrentan y, en un momento de silencio la mujer llora por lo que ha hecho, y se suicida con el cuchillo de su esposo frente a él. Su marido se la lleva y la oculta, desconociéndose dónde dejó su cuerpo y qué pasó con él. 
En su camino a México, seis estudiantes se encuentran atrapados en una pequeña ciudad donde años antes una tragedia tuvo lugar. Los estudiantes encuentran alojamiento en una pequeña cabaña donde cosas inexplicables comienzan a ocurrir durante la noche; el llanto de una mujer que se escucha en toda la casa y el miedo a lo que podrían encontrar los mantiene atrapados en la casa. Pronto descubrirán la verdad detrás de la leyenda de "La Llorona". Pocas horas después empiezan a ver a una mujer con el rostro sangriento que empieza a matar a quien esté distraído. Julie y Andrew encuentran un rosario que, al parecer, pertenecía a la mujer (La Llorona) e investigan toda la casa, tras lo cual escuchan un llanto de una mujer clamando por sus hijos. Finalmente, esta asesina a todos, excepto a Julie, que es poseída por La Llorona y mata al hombre encargado de la cabaña. Poco después Julie desaparece ya que La llorona está en ella.

## Elenco
| Actor               | Personaje            |
| ------------------- | -------------------- |
| Vanessa Rice        | Julie McBride        |
| Brenda Mejia        | Ashley Lopez         |
| Eltony Williams     | Jay                  |
| Monique Barajas     | La Llorona           |
| John Patrick Jordan | Andrew               |
| Nicole Danielle     | Michelle Hernandez   |
| Hugo Medina         | Mike                 |
| Frankie G           | Niño                 |
| Joselyn Gallegos    | Niña                 |
| Emilio Roso         | Esposo de La Llorona |
| Rocael Leiva        | Juan                 |

### Secuelas

#### The Wailer II(La Llorona 2)
The Wailer 2 es una secuela de The Wailer estrenada en 2007 y protagonizada por Nadie Van de Ven y Dulce Alvarado. La película gira en torno a la desaparición de Julie McBride y la búsqueda que hace su padre, el profesor Thomas McBride, quien llega a México en busca de ella.

#### The Wailer III(La Llorona 3)
Regresa la historia de la mujer que se rapta a los niños al anochecer, en 2012 se estrenó la tercera parte de The Wailer esta gira en torno a la desapariciones de los niños y de personas en un vecindario y se basa en hechos antes de las dos primeras películas.